# Rasuveň
Rasuveň je přírodní památka poblíž obce Bory v okrese Žďár nad Sázavou v kraji Vysočina. Chráněné území o rozloze 20,5 ha v nadmořské výšce 532–578 metrů, které se nachází na katastru Dolní Bory, místní části obce Bory, spravuje Krajský úřad Kraje Vysočina.

## Předmět ochrany
Důvodem ochrany je zachování zbytku lesa s přirozenou skladbou jedlobukového vegetačního stupně. Pro zachování tohoto cenného území bylo příslušnou vyhláškou stanoveno kolem přírodní památky ochranné pásmo.

## Přístup
Přírodní památka Rasuveň se nachází necelý jeden kilometr jihovýchodně od obce Krásněves. Nedaleko od jižního okraje chráněného území vede lesem žlutě značená turistická cesta Sklené nad Oslavou – Netín, po níž lze sem dojít z cca 2,5 km vzdálených Dolních Borů.